# Karl Pfeifer (Politiker)
Karl Friedrich Ferdinand Pfeifer (* 26. August 1911 in Bremen; † 17. Juli 2003) war ein deutscher Schriftleiter und Politiker. Er war seit 1930 Mitglied der NSDAP und von 1953 bis 1962 für die DP bzw. GDP (einer Vereinigung aus DP und GB/BHE) Mitglied der Bremischen Bürgerschaft.

## Biografie

### Redakteur und Hauptschriftleiter beim Völkischen Beobachter
Pfeifer trat zum 1. Januar 1930 der NSDAP bei (Mitgliedsnummer 191.051). 1931 beschwerte er sich beim Gauleiter Weser-Ems gemeinsam mit Gunter d' Alquen über die Verhältnisse in der Bremer NSDAP-Ortsgruppe. Nach dem Abitur 1931 Aufnahme eines Lehramtsstudiums in Berlin, das er 1932 abbrach und ein Volontariat bei der Bremer Nationalsozialistischen Zeitung begann; dort blieb er bis 1933.
Von 1933 bis 1938 war er Redakteur beim Völkischen Beobachter in Berlin im Ressort „Außenpolitik“.
1938/1939 und 1940/41 war er Hauptschriftleiter der Wiener Ausgabe des Völkischen Beobachters.
Von Februar bis Oktober 1941 war er zudem Leiter des Landesverbands Alpen-Donau des Reichsverbands der Deutschen Presse (RDP).

### Funktionen in SS und SA
Mai 1930 bis März 1934 war er Mitglied der SA, zuletzt als Sturmführer. April 1934 wechselte er zur SS (SS-Nummer 36.238), 1940 wurde er zum Hauptsturmführer befördert. Von August 1939 bis Februar 1940 und seit Oktober 1941 war er Soldat.

### Ab Mai 1945
Pfeifer war von Mai 1945 – Juni 1948 interniert. Im Januar 1949 wurde er von der Hauptspruchkammer Kempten/Allgäu als „Minderbelasteter“
entnazifiziert. In dem Verfahren brachte er vor, dass er nur in der SA aktiv Dienst geleistet habe und sein Aufstieg in der SS lediglich Folge seiner beruflichen Tätigkeit als Journalist war, bei der er wiederum v. a. mit technischen Fragen befasst gewesen sei und kaum eigene Beiträge verfasst habe. Die Spruchkammer blieb somit deutlich unter der vom öffentlichen Kläger beantragten Einstufung als „Hauptschuldiger“.
Nach Entlassung aus dem Internierungslager arbeitete er zunächst in einem Sägewerk im Allgäu, im Baugeschäft seines Vaters in Bremen und als freier Journalist.
Er war Mitglied in der DP, von August 1951 – Oktober 1953 hauptamtlicher Geschäftsführer der Partei in Bremen, anschließend wieder Journalist.
Für die DP bzw. ab 1961 GDP war er von 1953 bis September 1962 in der 3., 4. und 5. Wahlperiode neun Jahre lang Mitglied der Bremischen Bürgerschaft und in der Bürgerschaft in verschiedenen Deputationen tätig. Im Mai 1962 verließ er die GDP, war kurzzeitig parteilos und hospitierte als Abgeordneter dann in der CDU. Er legte sein Mandat wegen seiner bekannt gewordenen NS-Vergangenheit im September 1962 nieder.

## Privates
Pfeifer war seit 1936 verheiratet mit Käthe Leuschner,(Standesamt Bremen 2, Gröpelingen).